# Корж (гірництво)

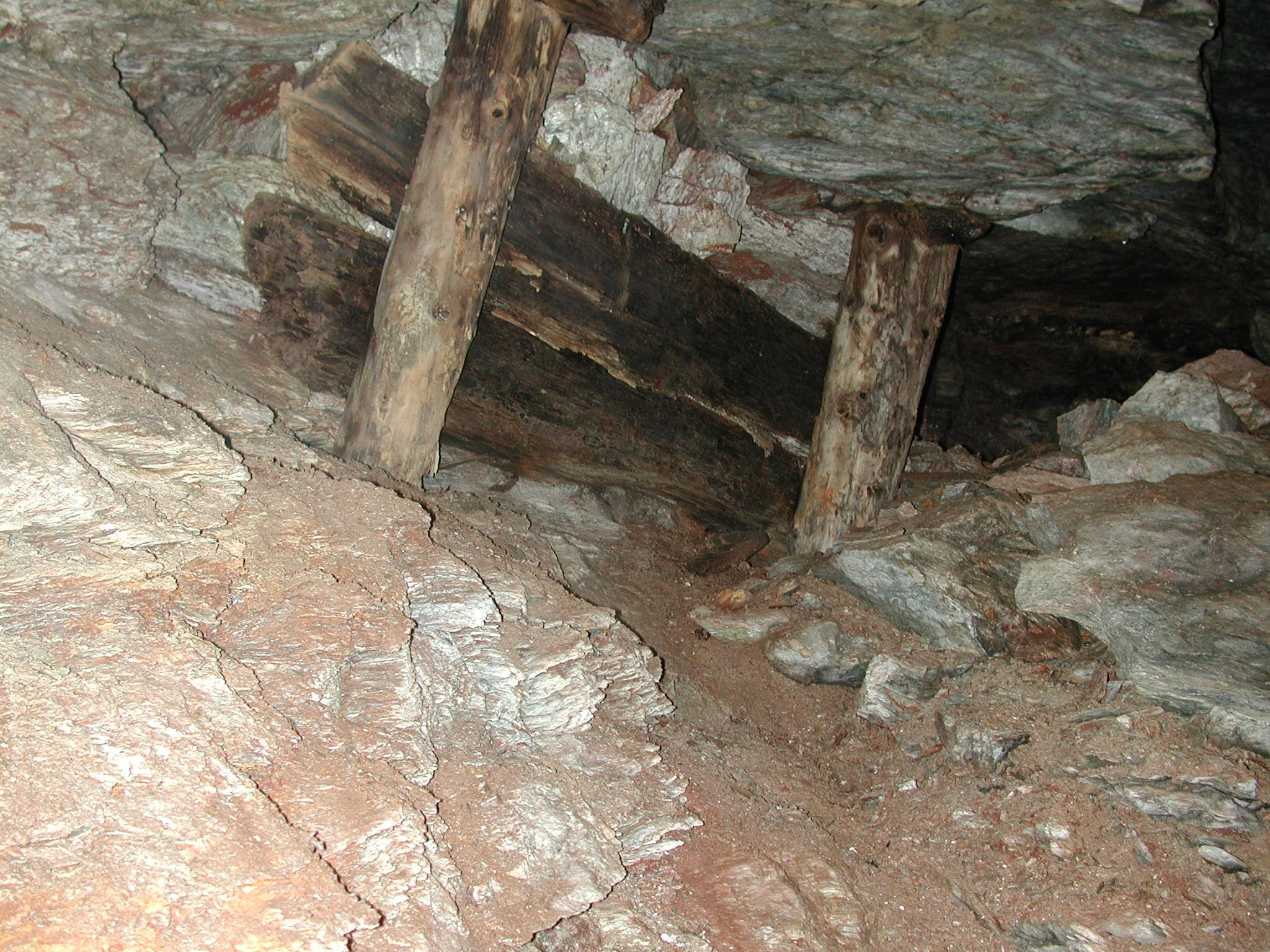
Корж (вгорі праворуч) в історичній залізорудній шахті. Австрія.

Корж (рос. корж, англ. cake (of coal), нім. Nachfall m) — у гірництві — невелика за розміром пластина покрівлі або підошви пласта, що відшарувалася.
Як правило, корж створює небезпеку обвалення порід покрівлі в лаву чи іншу гірничу виробку. Для убезпечення від обвалу в лаві зазвичай застосовують місцеве кріплення. 